# آرتور بی مک‌دانلد
آرتور بی مک‌دانلد (انگلیسی: Arthur B. McDonald؛ زاده ۲۹ اوت ۱۹۴۳) یک اخترفیزیکدان اهل کانادا است. او در سال ۱۹۶۹ از مؤسسه فناوری کالیفرنیا (caltech)فارغ‌التحصیل شد.
وی در سال ۲۰۱۵ به همراه تاکاکی کاجیتا برندهٔ جایزهٔ نوبل فیزیک شد. این جایزه به خاطر کشف دارای جرم بودن نوترینوها به این دو فیزیکدان اهدا شد.
آکادمی نوبل دربارهٔ علت اهدای این جایزه اعلام کرد که این کشف درک ما را از کارکرد ماده دگرگون ساخته و می‌تواند در برداشت ما از کائنات نقشی حیاتی داشته باشد.

وی پیش‌تر نیز برنده جایزه مدال بنجامین فرانکلین (مؤسسه فرانکلین) شده بود.